# Duninów (przystanek kolejowy)
Duninów – nieczynny kolejowy przystanek osobowy w Duninowie, w województwie dolnośląskim, w Polsce.